# Echinorhynchus gomesi
Echinorhynchus gomesi är en hakmaskart som beskrevs av Machado 1948. Echinorhynchus gomesi ingår i släktet Echinorhynchus och familjen Echinorhynchidae. Inga underarter finns listade i Catalogue of Life.